# Lumigny-Nesles-Ormeaux
Lumigny-Nesles-Ormeaux è un comune francese di 1 531 abitanti situato nel dipartimento di Senna e Marna nella regione dell'Île-de-France.

## Società

### Evoluzione demografica
Abitanti censiti